# 威尼斯建築雙年展
威尼斯建筑双年展（義大利語：Mostra di Architettura di Venezia，英语：Venice Architecture Biennale，1980年—），是由威尼斯双年展基金会赞助的，在意大利威尼斯举行的建筑展览。它们与德国卡塞尔文献展、瑞士巴塞尔艺术博览会并驾齐驱，在120多年的历程中，成为世界建筑艺术和学术界最具影响力的盛事。

## 历史

### 威尼斯双年展
1893年，由威尼斯当时市长里卡多·塞瓦提可发起，威尼斯市议会决定策划意大利的艺术双年展（正式名称：国际艺术展）。在1894年4月22日，第一届威尼斯双年展拉开了帷幕。
此后，随着艺术门类的扩充，威尼斯双年展逐渐开辟了新的领域。威尼斯双年展音乐节（国际当代音乐节，1930—）、威尼斯电影节（威尼斯国际电影节，1932—）、威尼斯双年展戏剧节（国际戏剧节，1934—）随之出现。

### 威尼斯建筑双年展
尽管建筑自 1968 年起就成为艺术双年展的一部分，1975年，威尼斯双年展迈出了举办建筑展览的第一步，这一扩张意义重大，以至于在卡洛·里帕·迪·梅亚纳 (Carlo Ripa di Meana) 担任主席的四年期间 (1975-1978)，维托里奥·格雷戈蒂 (Vittorio Gregotti) 被任命为视觉艺术部门的新主任。事实上，在视觉艺术展览中，维托里奥·格雷戈蒂 (Vittorio Gregotti) 组织了在 Magazzini del Sale 举办的 A proposito del Mulino Stucky 展览，随后在 1976 年和 1978 年举办了其他建筑展览。
1980 年，在朱塞佩·加拉索 (Giuseppe Galasso) 担任主席的四年期间 (1979-1982)，建筑部门终于独立，他任命保罗·波托盖西 (Paolo Portoghesi) 为主任。继阿尔多·罗西 (Aldo Rossi) (1979-1980) 实现的国际剧院 (Teatro del Mondo) 之后，新任总监于 1980 年组织了第一届国际建筑博览会，名为“过去的存在（意大利语：La presenza del passato）”。

## 历届会议[2]

### Biennale Architettura 2004
- 2004年以“蜕变”的主题呈现当代建筑的历史观。

### Biennale Architettura 2006
- 2006年的“超越城市”希望解决城市发展规划方面的焦点议题：第十次的展覽在2006年舉行，主題為“超大型城市：城市規劃中的問題”，日期为2006年9月－11月19日。

### Biennale Architettura 2008
- 2008年的“盖房子之外的建筑”将展览领入装置世界，建筑理论家们始终希望从辩证的角度来引导建筑展览的未来发展方向。

### Biennale Architettura 2010
- 2010年的“人们相逢于建筑”把建筑仅作为事件、人和社会的“容器”。

### Biennale Architettura 2014
- 展览主题：FUNDAMENTALS
- 展览时间：2014年6月7日-11月23日

威尼斯双年展将第 14 届国际建筑展的指导权交给了当代国际舞台上最重要和最受尊敬的建筑师之一雷姆·库哈斯。这位荷兰建筑师将“基础”分为三个主要展览，即"吸收现代性 1914-2014"、"Monditalia" 和"建筑元素"。
考察一个世纪现代化的关键时刻，意大利作为全球局势的象征，在混乱与充分发挥潜力之间取得平衡，分析我们建筑每个时期的基本要素：对建筑进行多层次合唱研究的三个不同视角。

### Biennale Architettura 2016
- 展览主题：REPORTING FROM THE FRONT
- 展览时间：2016年5月28日-11月27日

第 15 届国际建筑展以“前线报道”为主题，由亚历杭德罗·阿拉维纳策展，威尼斯双年展组织，于 2016 年 5 月 28 日（周六）至 11 月 27 日（周日）在 Giardini 和 Arsenale 场馆向公众开放。展览共有来自 37 个国家的 88 名参展者，其中 63 个国家参展，其中四个国家首次参展：菲律宾、尼日利亚、塞舌尔和也门。
策展人的建议有两方面：“一方面，我们希望扩大建筑需要回应的问题范围，明确增加已经属于我们范围的文化和艺术维度，即社会、政治、经济和环境方面的维度。另一方面，我们希望强调这样一个事实：建筑需要同时回应多个维度，整合各种领域，而不是只选择一个领域。”

### Biennale Architettura 2018
- 展览主题：FREE SPACE
- 展览时间：2018年5月26日-11月25日

Yvonne Farrell 和 Shelley McNamara 策划了第 16 届国际建筑展，该展览于 2018 年 5 月 26 日至 11 月 25 日在威尼斯的 Giardini 和 Arsenale 场馆以及其他地点举行。2018 年建筑双年展的主题是“自由空间”，这个词描述了建筑议程核心的精神慷慨和人性。
2018 年建筑双年展以“自由空间”为主题，向公众展示了作品的实例、提案、元素（已建成或未建成），这些作品体现了建筑的基本品质，包括表面的调节、丰富性和物质性；运动的协调和排序，揭示了建筑所体现的力量和美感。

### Biennale Architettura 2021
- 展览主题：How will we live together?
- 展览时间：2021年5月22日-11月21日

第 17 届国际建筑展览会于 2021 年 5 月 22 日至 11 月 21 日举行，由建筑师兼学者哈希姆·萨尔基斯 (Hashim Sarkis) 策划。“我们需要一份新的空间合同。在政治分歧不断扩大和经济不平等加剧的背景下，我们呼吁建筑师想象我们可以慷慨地共同生活的空间”，萨尔基斯评论道。
哈希姆·萨尔基斯自 2015 年起担任麻省理工学院 (MIT) 建筑与规划学院院长。他获得了罗德岛设计学院的建筑学学士学位和美术学士学位，以及哈佛大学的建筑学博士学位。他是多本关于现代建筑历史和理论的书籍和文章的作者和编辑。

### Biennale Architettura 2023
- 展览主题：
- 展览时间：2023年5月20日-11月26日

2023年建筑双年展于5月20日星期六至11月26日星期日开放（5月18日和19日预开幕），由学者、教育家和畅销小说家 Lesley Lokko 策划，她评论道：“建筑师有一个独特的机会提出雄心勃勃和富有创意的想法，帮助我们共同想象一个更加公平和乐观的未来”。
Lesley Lokko 是非洲未来研究所的创始人，该研究所于2020年在加纳阿克拉成立，是一所建筑研究生院和公共活动平台。2015年，她在约翰内斯堡创办了建筑研究生院。她曾在英国、美国、欧洲、澳大利亚和非洲任教。她因对建筑教育的贡献而获得了多项奖项。